# Guglielmo Stocco
Guglielmo Stocco (Treviso, 1886 – 1932) è stato uno scrittore italiano.

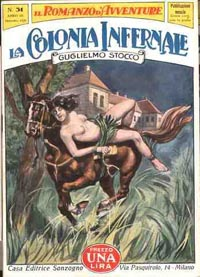
Copertina del romanzo La colonia infernale di Guglielmo Stocco, collana Il Romanzo d'Avventure 31, Sonzogno, dicembre 1926.

Autore di romanzi fantastico-avventurosi sulle orme di Emilio Salgari, molte delle opere di Stocco rientrano nella prima fantascienza italiana.

## Biografia
Condusse dal 1906 assieme a Mario Contarini (scomparso l'anno successivo) il settimanale Il Vascello - Giornale di avventure di terra e di mare dell'editore fiorentino Nerbini.
Diresse tra il 1913 e il 1932 la terza serie della rivista settimanale Il Giornale illustrato dei viaggi, modificando l'impostazione del giornale (che ebbe la sua massima popolarità negli anni venti) e pubblicando tra le storie avventurose anche varie opere fantascientifiche.
Fu direttore dell'importante collana Il Romanzo d'Avventure (1924-1936) per l'editore Sonzogno, in cui alternava spesso autori italiani a quelli stranieri (come H. G. Wells, Jack London, H. Rider Haggard), ripubblicando inoltre vari suoi romanzi, come L'aeronave fantasma (1910) e La colonia infernale (1921), a cui aggiunge la seconda parte, Il riformatore del mondo (1927), una storia ispirata alla Colonia felice di Carlo Dossi, prefigurazione degli imminenti sviluppi dei totalitarismi.

## Opere
(parziale)

### Romanzi
- Gli avventurieri delle Pampas, Torino, Speirani, 1903
- Il tesoro dei Pichi-Yinka, Torino, Speirani, 1904
- L'eroe del Capo, Torino, Speirani, 1904
- Lo stregone del Fiume Rosso, Torino, Speirani, 1905
- I banditi del mare, Torino, Speirani, 1905
- La vittima dei pirati gialli, Torino, Speirani, 1905
- L'ammaliatore, ne Il Giornale dei Viaggi, nn. 68-69, 1907
- La figlia del sole, illustrato da 22 disegni di Carlo Linzaghi, Milano, Società Ed. Lombardi, Muletti e C., 1908 (Sesto S. Giovanni, Doni e Trasi)
- I banditi della cordigliera, Milano, Società Ed. Lombardi-Muletti e C., 1908 (Sesto S. Giovanni, Doni e Trasi) (seguito de La figlia del sole)
- Pinotto intorno al mondo, Milano, Soc. Ed. Lombardi, Muletti e C., 1909 (E. Zerboni)
- Lo strangolatore del Bengala, Milano, Soc. Ed. Milanese, 1909
- Gli scorridori della Jungla, Como, Società Editrice Roma, 19..
- L'areonave fantasma (anche L'aeronave fantasma), Società Editoriale Milanese, 1910
- Il vascello del diavolo, Milano, Società Tip. Ed. Pliniana, Lombardi e C., 1910[6]
- Giuseppe Petrosino il terrore della Mano Nera, Società Editoriale Milanese, 1912[7][8]
- La colonia infernale, Sonzogno, 1921
- La montagna d'oro, Milano, Sonzogno, [1923]
- Il giro del mondo di testa di legno. Avventure di un burattino, Milano, Sonzogno, [1924] (Matarelli)
- I briganti del mare (romanzo breve), in Giornale Illustrato dei Viaggi a. XLI-n. 7-8 (2 puntate), Sonzogno, 1925
- I tre balilla, Milano, Sonzogno, 1926
- Il riformatore del mondo, Il Romanzo d'Avventure n.32, Sonzogno, 1927 (seconda parte de La colonia infernale)
- Lo strangolatore bianco, Milano, Sonzogno, 1927
- I misteri della jungla, Milano, Sonzogno, 1927 (seconda parte de Lo strangolatore bianco)
- Il pirata giallo, Milano, Sonzogno, 1928
- Gli avventurieri del pedale, Milano, Sonzogno, 1928
- L'isola senza nome, Milano, Sonzogno, 1929
- Il corsaro dalla maschera nera, Milano, Sonzogno, 1929 (seconda parte de L'isola senza nome)
- Il flagello della prateria, Milano, Sonzogno 1930
- Le lionesse del Canadà, Milano, Sonzogno, 1930 (seconda parte Il flagello della prateria)
- Il nemico dello zar, Milano, Sonzogno 1930 (seconda parte de L'areonave fantasma)
- La sirena di Krakatoa, Il Romanzo d'Avventure n.87, Sonzogno, 1931

### Altro
- Sacrificio, dramma sociale in 2 atti